# 세르게이 파라자노프

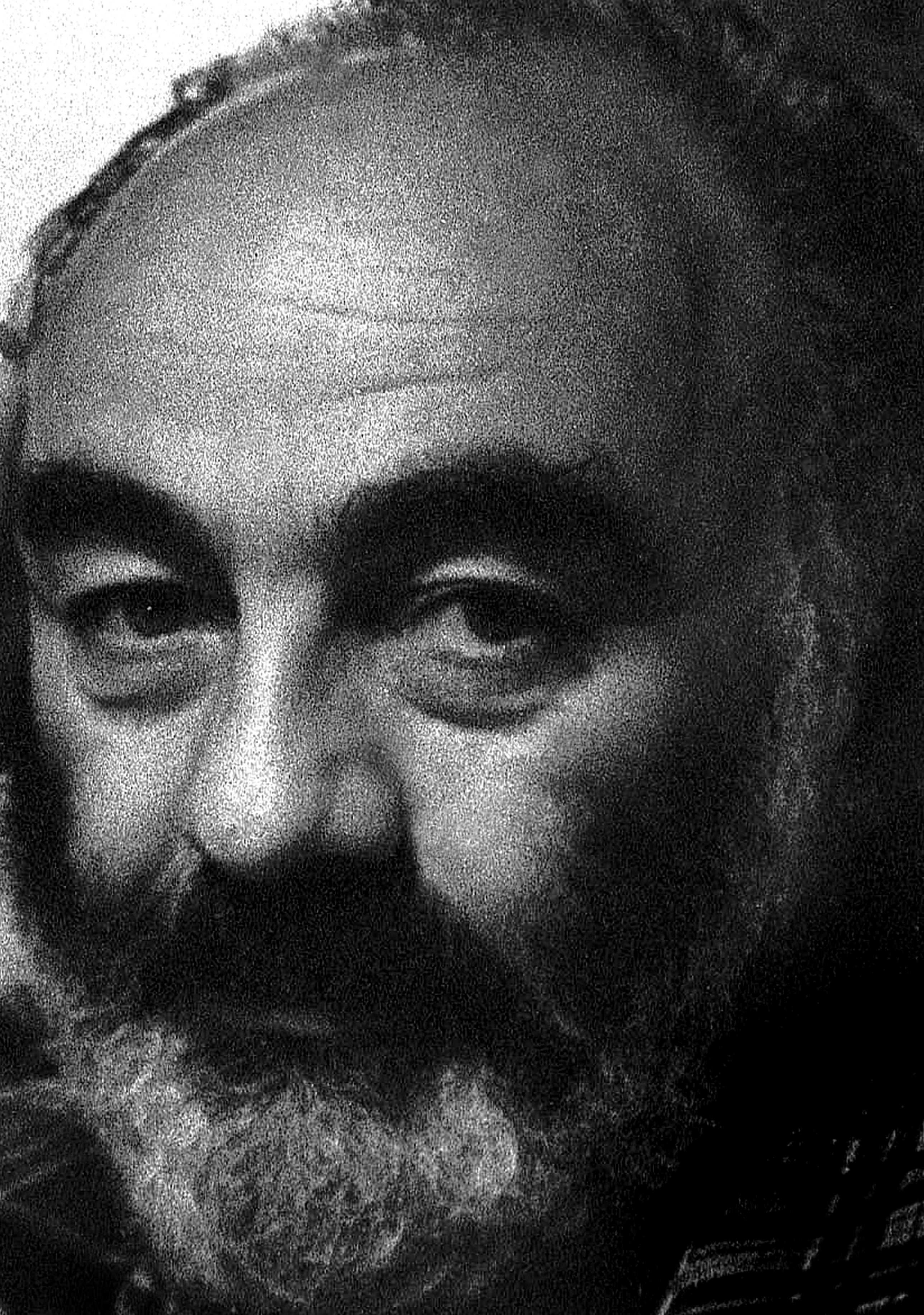

세르게이 이오시포비치 파라자노프(러시아어: Серге́й Ио́сифович Параджа́нов, 아르메니아어: Սարգիս Հովսեփի Փարաջանյան 사르키스 호프세피 파라자냔, 조지아어: სერგო ფარაჯანოვი 세르고 파라자노비, 1924년 1월 9일 ~ 1990년 7월 20일)는 아르메니아계 소련인 영화 감독, 각본가, 예술가이다. 잊혀진 조상들의 그림자 등의 작품에 기여했다.
마르델플라타 국제 영화제, 니카상, 로테르담 국제 영화제, 카탈루냐 국제 판타스틱 영화제 등에서 수상했다.

## 같이 보기
- 예술 영화
- 소련 영화